# Asger Berg
Asger Ødum Berg (født 9. september 1949 i Hillerød) er en dansk forfatter, der skriver under pseudonymet Lars Kanit.
Søn af prof. dr.phil. Kaj Berg og hustru Agnete, født Ødum.

## Karriere
Student fra Frederiksborg Gymnasium 1967. Cand.mag. fra Københavns Universitet 1978 i engelsk og dansk. Gymnasie- og HF-lærer 1978-2011. Poetisk medarbejder ved Ugeavisen Corsaren 1975-1986. 1986-2021 har han hver uge publiceret satirisk-humoristiske aktuelle viser i en række danske dagblade: Frederiksborg Amts Avis, Dagbladet Ringsted, Roskilde og Køge, Sjællandske, Nordvestnyt, Midtjyllands Avis samt Herning Folkeblad. Artikler om litteratur og lokalhistorie i antologier, tidsskrifter og årbøger.
Et udvalg af hans viseproduktion er illustreret af tegneren Henrik Monved og trykt i samlingerne Dat og dit (1987), De Bedste (1994), 60 dages hæfte (2001), Under Fogh (2008) og Danmark fortolket (2015). Udgav i 2013 Perlegrus og æbleflæsk, et udvalg af hans humoristiske klummer fra Politiken, og i 2014 Jul i Salpetermosen. Gamle Anes juleaftner, humoristiske noveller, illustreret af Henrik Monved.   
Udgav i 2016 en nyoversættelse fra tysk af G.A. Bürgers klassiske spøgelsesdigt Lenore, illustreret af Henrik Monved, på Det Poetiske Bureaus Forlag. I 2017 udgav han den lille bog Morderens datter med den ukendte historie om forbryderen Ole Pedersen Kollerøds datter.    
Ved siden af aviserne har han som professionel revyforfatter bidraget til revyer over hele landet, og 1997-2019 har han været bestyrelsesmedlem og sekretær for Danske Revyvenner. Han har modtaget æreslegat fra Danske Populærautorer. I 2003 modtog han Frederiksborg Amts kulturpris og i 2015 Hillerød Kommunes kulturpris.